# Agrigento (wolne konsorcjum miejskie)
Agrigento (wł. Agrigento, ofic. Libero consorzio comunale di Agrigento) - wolne konsorcjum miejskie, jednostka podziału administracyjnego Sycylii (drugi szczebel podziału administracyjnego Włoch, odpowiednik prowincji w innych częściach kraju). Siedziba znajduje się w Agrigento. Do 2015 roku jednostka stanowiła prowincję –  z dniem 4 sierpnia 2015 prowincja Agrigento została zniesiona i zastąpiona przez wolne konsorcjum miejskie Agrigento.
Agrigento dzieli się na 43 gminy.